# Улькен-Каракамыс
Улькен-Каракамыс (каз. Үлкен Қарақамыс) — озеро в Жамбылском районе Костанайской области Казахстана. Находится в 6 км к северо-востоку от села Кара-Қамыс.
По данным топографической съёмки 1944 года, площадь поверхности озера составляет 3,45 км². Наибольшая длина озера — 3,3 км, наибольшая ширина — 1,4 км. Длина береговой линии составляет 10,8 км, развитие береговой линии — 1,63. Озеро расположено на высоте 154 м над уровнем моря.